# والتر لاسالی
والتر لاسالی (انگلیسی: Walter Lassally؛ زادهٔ ۱۸ دسامبر ۱۹۲۶) یک مدیر فیلم‌برداری اهل بریتانیا است.
از فیلم‌هایی که وی در آن‌ها نقش داشته‌است، می‌توان به قتل بی‌نقص اشاره نمود.
وی همچنین برنده جوایزی همچون جایزه اسکار بهترین فیلمبرداری شده‌است.